# Deinopa flavicapilla
Deinopa flavicapilla là một loài bướm đêm trong họ Erebidae.